# Novella d'Andréa
Novella D'Andrea (Bolonya, Itàlia, fl., 1312 - Bolonya, Itàlia, 1333) fou una jurista acadèmica i professora de dret italiana. Filla de Giovanni d'Andrea, un professor distingit de dret canònic a la Universitat de Bolonya. Novella es va convertir en una jurista acadèmica, impartint conferències a la universitat en absència del seu pare.